# Gesellschaft für Organisation
Die gfo - Gesellschaft für Organisation e.V. (Eigenschreibweise gesellschaft für organisation, abgekürzt gfo) ist ein gemeinnütziger Verein, der sich als ein Kompetenznetzwerk für Organisation und Management versteht. Mitglieder sind Einzelpersonen, Unternehmen und Verwaltungen. Der Sitz der Gesellschaft ist in Sankt Augustin.

## Ziele und Zweck
Die Gesellschaft für Organisation sieht Organisieren als einen integralen Bestandteil der Führung und damit als zentrale Aufgabe des Managements an. Strategie, Organisation, Kultur und Technik müssen ganzheitlich aufeinander abgestimmt werden. Interne und externe Spezialisten (Berater, Inhouse-Consultants, Organisatoren, Business Analysten, Personalentwickler, Projektmanager) können das Management bei diesen Aufgaben beratend und ausführend unterstützen.
Die Ziele der gfo sind in ihren Leitmaximen zusammengefasst:
- Durchführung von Tagungen auf nationaler und internationaler Ebene
- Erfahrungsaustausch auf regionaler Basis
- Herausgabe der Zeitschrift Führung und Organisation
- Sammlung und Weiterentwicklung organisatorischen Wissens
- Weiterbildung auf dem Gebiet Organisation und Management
- Wissenstransfer zwischen Wissenschaft und Praxis

## Geschichte
Die Ursprünge des Vereins finden sich in der seit 1898 bestehenden Zeitschrift Organisation (damals im Untertitel noch Zeitschrift für praktische Geschäftsführung, Reklame und Plakatkunst, später ab 1922 dann Zeitschrift für Betriebswissenschaft, Verwaltungspraxis und Wirtschaftspolitik).
Anfang 1922 wurde als Vorläufer der heutigen Gesellschaft für Organisation in Berlin der Organisatoren-Verband e.V. gegründet. Innerhalb des Vereins wurden 1925 zwei Mitgliedergruppen gebildet: eine Gruppe M.d.O. (Mitglieder des Organisatoren-Verbandes) und eine Gruppe G.f.O. (Gesellschaft für Organisation). Letztere war ursprünglich – im Unterschied zu den Einzelmitgliedern M.d.O. – für Firmen, Körperschaften und Personengesellschaften vorgesehen.
Am 27. April 1926 ist schließlich durch Umbenennung des Organisatoren-Verbandes e.V. (unter Zuhilfenahme der Gruppenbezeichnung G.f.O.) die Gesellschaft für Organisation e.V. (GfürO) entstanden.
Die Zeitschrift für Organisation (ZfürO) erschien in erster Ausgabe als offizielles Verbandsorgan der GfürO im Januar 1927. Während des Zweiten Weltkrieges erschien die ZfürO nur noch alle zwei Monate in verkürztem Umfang. Über Aktivitäten der GfürO finden sich keine Hinweise mehr. In der letzten Kriegsausgabe der ZfürO am 25. September 1944 teilte die Geschäftsführung der GfürO den Mitgliedern die Einstellung der ZfürO sowie der Geschäftsführung der GfürO auf Kriegsdauer mit.
Nach dem Zweiten Weltkrieg nahmen ehemalige Mitglieder Kontakt miteinander auf und am 4. Juli 1950 wurde die GfürO in Frankfurt am Main als neuem Sitz in das dortige Vereinsregister eingetragen. 2006 wird die gfo Mitglied und damit deutscher Vertreter in der European Association of Business Process Management. Mit dem 2009 veröffentlichten Leitfaden „Guide to the Business Process Management Common Body of Knowledge“ sowie der Certified-Business-Process-Professional-Zertifizierung zum BPM-Professional  präsentierte sie eine Definition zum Umfang des Wissens rund um das Prozessmanagement.

## Veranstaltungen und Organe
Die gfo veranstaltet Expertenkreise und Regionalmeetings, in denen verschiedene Gruppen zum Informationsaustausch zusammentreffen und aktuelle Themen diskutieren bzw. diese aufbearbeiten.
Die Gesellschaft für Organisation gibt gemeinsam mit den Schwestergesellschaften Österreichische Vereinigung für Organisation und Management (ÖVO) und Schweizerische Gesellschaft für Organisation und Management (SGO) die zfo - zeitschrift führung + organisation heraus. Zusammen mit der SGO wurde ehemals auch ein Internetportal zum Thema Organisation betrieben.
Die gfo veranstaltet verschiedene Fachtagungen, so die "Science for Society", den „gfo-Jahreskongress für Organisation und Management“ (bis 2022) und den Process Solutions Day (seit 2006). Der PSD ist ein Kongress mit Anbieter- und Anwenderbeiträgen zum Thema Business Process Management (BPM) sowie einer begleitenden Ausstellung von BPM-Lösungsherstellern.

## Process Solution Award
Seit 2006 führt die Gesellschaft für Organisation den Process Solution Award durch. Dieser Award wird an Unternehmen/Organisationen vergeben, die mit Unterstützung entsprechender IT-Systeme innovative und mustergültige Lösungen für Prozessorientierung und gelebte bzw. digitalisierte Prozesse erfolgreich umgesetzt haben.
Der Award wird an Anwender und Hersteller in mehreren Kategorien nach den folgenden Kriterien vergeben:
- Strategische Bedeutung
- Konsequente Methodenanwendung
- Schaffung von Akzeptanz
- Qualitativer & quantitativer Nutzen der Projektergebnisse

Die Bewerbung erfolgt immer gemeinsam vom Anwender und dem Anbieter der Softwarelösung. Die Bewertung erfolgt auf Basis einheitlicher Bewerbungsunterlagen und Projektbeschreibungen durch eine Jury. Der Award wird typischerweise auf dem jährlichen Process Solutions Day verliehen. Der PSD ist ein Kongress mit Anbieter- und Anwenderbeiträgen zum Thema Business Process Management (BPM) sowie einer begleitenden Fachausstellung von BPM-Lösungsherstellern.
| Jahr      | Gewinner/Kategorie                                                                                       | Gewinner/Kategorie                                                                                         | Gewinner/Kategorie |
| --------- | --- | --- | --- |
| Kategorie | Prozessmodellierung                                                                                      | BPM Suiten / Human Workflow                                                                                | Prozessorientierte Lösungen |
| 2006      | | | |
| 2007      | | | |
| 2008      | | | |
| 2009      | | | |
| 2010      | intellior AG / Interpane Glas Industrie AG                                                               | | |
| 2011      | | | |
| 2012      | | DHC Business Solutions GmbH                                                                                | |
| 2013      | intellior AG / Diehl AKO Stiftung & Co. KG                                                               | | |
| 2014      | | | |
| 2015      | | | intellior AG / Infraserv Höchst / ProzessPartner |
| 2016      | Semtation GmbH / Hamburg Port Authority                                                                  | arvato Systems GmbH / Joachim Herz Stiftung                                                                | GBTEC Software+Consulting AG / Hochschule Ravensburg-Weingarten                                                                                              |
| 2017      | intellior AG / VR Bank Kaufbeuren-Ostallgäu eG                                                           | Intellivate GmbH / Rowohlt Verlag                                                                          | arvato Systems GmbH / infoscore GmbH |
| 2018      | kein Wettbewerb                                                                                          | kein Wettbewerb                                                                                            | kein Wettbewerb |
| Kategorie | Prozessmanagement                                                                                        | Workflow Management                                                                                        | Integriertes Managementsystem |
| 2019      | intellior AG / Bayer AG                                                                                  | TIM Solutions GmbH / Deutsche Bahn AG                                                                      | arvato Systems / Lufthansa AirPlus Servicekarten GmbH |
| 2020      | valion AG / Schweizerische Bundesbahnen SBB                                                              | Inspire Technologies GmbH / Informationstechnische Servicestelle der gesetzlichen Krankenversicherung GmbH | intellior AG / Christoph Kroschke GmbH |
| 2021      | Prozessorientierte Integrierte Managementsysteme / GRC: Modell Aachen GmbH / AZUR SPACE Solar Power GmbH | Digitale Transformation und digitalisierte Geschäftsprozesse: intellior AG / Döhler GmbH                   | Prozessorientierte Reorganisation und Prozessoptimierung: MID GmbH / DATEV eG Sonderkategorie Kundenfokus im Prozessmanagement: BPM&O GmbH / VR Payment GmbH |